# Wiktar Łukaszenka
Wiktar Alaksandrawicz Łukaszenka (biał. Віктар Аляксандравіч Лукашэнка, ros. Виктор Александрович Лукашенко, Wiktor Aleksandrowicz Łukaszenko; ur. 28 listopada 1975) – białoruski polityk, doradca prezydenta ds. bezpieczeństwa narodowego, członek Rady Bezpieczeństwa Białorusi; najstarszy syn przywódcy Białorusi Alaksandra Łukaszenki.

## Życiorys
Ukończył studia w Instytucie Stosunków Międzynarodowych Białoruskiego Uniwersytetu Państwowego. Służył w sztabie wojsk ochrony pogranicza w Mińsku uzyskując stopień kapitana. Od marca 2001 roku był współpracownikiem Ministerstwa Spraw Zagranicznych Białorusi jako trzeci sekretarz i doradca ds. Europy Zachodniej. Od kwietnia 2003 roku pracował jako naczelnik oddziału kontaktów gospodarczych z zagranicą w UP „NDI środków automatyzacji” (główne przedsiębiorstwo państwowej firmy naukowo-produkcyjnej „Agat”). Od marca 2005 roku jest doradcą prezydenta ds. bezpieczeństwa narodowego. 5 stycznia 2007 roku został członkiem Rady Bezpieczeństwa Republiki Białorusi.
Zdaniem białoruskiego politologa Andreja Lachowicza, z inicjatywy Wiktara Łukaszenki w latach 2007–2008 nastąpiły zmiany kadrowe w otoczeniu prezydenta Łukaszenki. W ich wyniku od władzy i wpływów odsunięte zostały niektóre osoby związane z resortami siłowymi, w tym, uważany za drugą osobę w państwie, sekretarz Rady Bezpieczeństwa Wiktar Szejman. Ich miejsce zajęli protegowani młodego Łukaszenki (np. Uładzimir Makiej). Doprowadził on też do zmiany polityki Białorusi w kwestii prywatyzacji, umożliwiając w ograniczonym stopniu wykup przedsiębiorstw państwowych przez sprzyjającą mu nomenklaturę. Sam prowadzi dochodowe interesy w branży budowlanej.
2 lutego 2011 roku znalazł się na liście pracowników organów administracji Białorusi, którzy za udział w domniemanych fałszerstwach i łamaniu praw człowieka w czasie wyborów prezydenckich w 2010 roku otrzymali zakaz wjazdu na terytorium Unii Europejskiej.
W 2020 r. został dodany do listy sankcyjnej UE, Szwajcarii, Wielkiej Brytanii i Kanady.
26.02.2021 roku Wiktar Łukaszenka został szefem BKOl (Narodowy Komitet Olimpijski Republiki Białorusi),  Zastąpił w tej roli ojca, który pełnił ją od 1997 roku.
9 sierpnia 2021 Stany Zjednoczone, Kanada i Wielka Brytania ogłosiły nowe sankcje wobec Białorusi obejmujące między innymi BKOl w związku z brakiem ochrony protestujących sportowców oraz oskarżeniami, że kierowana przez Wiktara Łukaszenkę, instytucja służy omijaniu sankcji i praniu pieniędzy.
W 2022 roku Wiktar Łukaszenka znalazł się na czarnej liście Australii, Nowej Zelandii i Japonii.

## Odznaczenia
- Medal Jubileuszowy „80 lat Pogranicznych Wojsk Republiki Białorusi”;
- Medal „Za wybitność w ochronie granic państwowych”[2];
- Odznaki „Wybitny pogranicznik” I i II klasy.